# 옥성득
옥성득(玉聖得, 1959년 12월 11일~)은 대한민국 국적의 미국 UCLA 교수로 한국 기독교사, 한국 근현대사, 한국 종교사를 연구하는 역사가이다.

## 생애
경남 거제에서 중학교까지 다닌 후 마산고등학교를 졸업했다. 서울대 인문대 입학 후 강원도 인제에서 육군병으로 복무했다. 서울대 영문학과 3학년 때 한국기독교 역사를 공부하기로 하고 이만열 교수의 개인조교로 배웠다. 졸업 후 국사학과에 편입했으며, 선경고등교육재단 한학 장학생으로 이광호 교수에게 사서삼경을 강했다. 신학교 졸업 후 1993년 목사 안수를 받고 미국에 유학하여 보스턴대학교에서 데이나 로버트(Dana L. Robert) 교수의 지도를 받았다. 2002년부터 캘리포니아대학교 로스앤젤레스 캠퍼스(UCLA)에서 가르치며, 임동순 임미자 한국기독교의 첫 석좌교수로 있다.

## 연구의 특징
한국 개신교 의료사, 한글 성서번역사에서 출발하여, 토착적인 한국 개신교 형성사, 근대 한국 간호사, 서북 기독교사, 부흥사, 교육사에 나타난 주요 논쟁점을 연구하고, 해방 이전 내한 선교사(아펜젤러, 로스, 루미스, 언더우드, 마페트, 성서공회 총무 켄뮤어와 밀러, 간호 선교사 등)의 자료집을 만들었다. 교회 개혁을 추구하고, 교회사 서술의 오류를 수정하면서, 세계기독교와 동아시아기독교와 한국 기독교의 교류에 관심하고, 한국적 기독교의 역사를 연구한다.

## 학력
- 마산고등학교(1978)
- 서울대학교 영어영문학과 학사(1986)
- 서울대학교 국사학과 학사(1988)
- 장로회신학대학교, 목회학석사(M. Div. 1991)
- 장로회신학대학교, 교회사 신학석사(Th. M. 1993)
- 프린스턴 신학교(Princeton Theological Seminary), 교회사 신학석사(Th. M., 1994)
- 보스턴 대학교  신학대학원(Boston University School of Theology), 기독교사 신학박사(Th. D., 2002)

## 경력
- 1988-1991 서울 온누리교회 전도사
- 1992-1992 경남 거창 양항교회 전도사
- 2002-2003 UCLA post-doctoral fellow
- 2003-2007 UCLA visiting assistant professor and adjunct assistant professor
- 2007-2011 UCLA Dongsoon Im and Mija Im Endowed Scholar Assistant Professor of Korean Christianity
- 2012-2012 Ruhr University, Germany, visiting research fellow
- 2015-2015 Academy of Korean Studies, Korea, visiting senior research fellow
- 2011-   UCLA Dongsoon Im and Mija Im Endowed Chair Associate Professor of Korean Christianity

## 수상
- 2009 한국기독교 출판문화상 목회자료 우수상, 《한반도 대부흥》
- 2013 Books and Cultures (Chicago, IL), editor's “Book of the Year,” The Making of Korean Christianity
- 2014 International Bulletin of Missionary Research (New Haven, CT), “Fifteen Outstanding Books of 2013 for Mission Studies,” The Making of Korean Christianity
- 2016 Christianity Today Korea (Seoul), 기독교사 최우수상,  《다시 쓰는 초대 한국교회사》
- 2016 한국기독교 출판문화상 목회자료 우수상, 《다시 쓰는 초대 한국교회사》
- 2020 세종도서상, 학술 부문, 종교, 《한국기독교 형성사》
- 2020 국민일보, 올해의 책, 신학/목회 우수상, 《한국기독교 형성사》
- 2020 한국기독교 출판문화상, 대상, 《한국기독교 형성사》
- 2023 대한간호협회 백주년 역사 특별공로상

## 저서와 공저
- 1.『대한성서공회사 I』 공저 (대한성서공회, 1993).
- 2.『대한성서공회사 II』 공저 (대한성서공회, 1995).
- “Protestant Missionaries‘ Attitudes toward Traditional Korean Religions, 1884-1910” (Boston University, 2002, Th. D.)
- 3. 『한반도 대부흥』 (홍성사, 2009). ISBN 9788936507947
- 4. The Making of Korean Christianity (Baylor University Press, 2013). ISBN 9781602585751 대담
- 5.『첫 사건으로 본 초대 한국교회사』 (짓다, 2016). ISBN 9791195611829
- 6.『다시 쓰는 초대 한국교회사』 (새물결플러스, 2016). ISBN 9791186409756 서평 기사
- 7.『한국 기독교 형성사: 한국 종교와 개신교의 만남 1876-1910』 (새물결플러스, 2020). ISBN 9791161291420 서평 서평
- 8.『대한성서공회사 III』 (대한성서공회, 2020). ISBN 9788941299387 서평
- 9.『탈교회』 공저 (느헤미야, 2021). ISBN 9791196907938
- 10.『쇠퇴하는 한국교회와 한 역사가의 일기』 (새물결플러스, 2021). ISBN 9791161291994 기사
- 11.『신데카메론』 공저 (복있는사람, 2021). ISBN 9791197467660
- 12.『동아시아 근대와 기독교』 공저 (세창, 2022). ISBN 9788984119628
- 13.『한국교회 첫 사건들』(새물결플러스, 2025). ISBN 9791161292991
- 14.『이야기 한국기독교 역사: 연대순으로 보는 예화와 담론, 제1권, 1592-1910』(새물결플러스, 2025.9).

## 편역서
- 1. ⟪대한성서공회 자료집 1: 로스와 이수정의 서신 Historical Documents of the Korean  Bible Society. Vol. I⟫(대한성서공회, 2004). 영한 대조. ISBN 8941290007
- 2. Sources of Korean Christianity, 1832-1945 (Institute of History of Christianity in Korea, 2004).
- 3. Selected Reports and Tracts of the Korea Mission of the PCUSA (Institute of History of Christianity in Korea, 2005). ISBN 8985628569
- 4. ⟪언더우드 자료집 Horace Grant Underwood and Lillias Horton Underwood Papers. Vol. I. 1885-1892⟫ (연세대 국학연구원, 2005). 영한 대조. ISBN 8971416378
- 5. ⟪대한성서공회 자료집 II. Historical Documents of the Korean Bible Society. Vol. II⟫(대한성서공회, 2006). 영한 대조. ISBN 8941290007
- 6. ⟪언더우드 자료집 Horace Grant Underwood and Lillias Horton Underwood Papers. Vol. II. 1893-1900⟫ (연세대 국학연구원, 2006). 영한 대조. ISBN 8971416378
- 7. 공편역, ⟪한국교회 대부흥 운동 Primary Sources of the Great Revival Movement in Korea,1903-1908⟫ (장로회신학대학교, 2007). 영한 대조. ISBN 9788973691883
- 8. ⟪언더우드 자료집 Horace Grant Underwood and Lillias Horton Underwood Papers. Vol. III. 1901-1908⟫ (대한성서공회, 2007). 영한 대조. ISBN 8971416378
- 9. ⟪언더우드 자료집 Horace Grant Underwood and Lillias Horton Underwood Papers. Vol. IV. 1909-1913⟫ (연세대 국학연구원, 2009). 영한 대조. ISBN 8971416378
- 10. ⟪언더우드 자료집 Horace Grant Underwood and Lillias Horton Underwood Papers. Vol. V. 1914-1922⟫ (연세대 국학연구원, 2010). 영한 대조. ISBN 8971416378
- 11. ⟪대한성서공회 자료집 III. Historical Documents of the Korean Bible Society. Vol.III⟫ (대한성서공회, 2011). 영한 대조. ISBN 8941290007
- 12. ⟪한국 간호역사 자료집 I. Sources of Nursing History in Korea. Vol. I. 1886-1911⟫, (대한간호협회, 2011). 영한 대조. ISBN 9788958820703
- 13. ⟪마포삼열 서한집 Samuel Austin Moffett Papers. Vol. I. 1868-1894⟫ (두란노서원, 2011). 영한 대조. ISBN 9788964911020
- 14. ⟪한국근대간호역사 화보집 A Pictorial History of Nursing in Korea, 1885-1945⟫, (대한간호협회, 2012). 영한 대조. ISBN 9788958820710 기사
- 15. ⟪한국교회 형성사⟫, G. H. 존스 저, 2013. 영한 대조. 9788936510060
- 16. ⟪목판화로 본 그리스도와 적그리스도 Passional Christi und Antichristi⟫, 멜란히톤·크라나흐 저, 새물결플러스, 2015. 영한 대조. 9791186409336
- 17. ⟪마포삼열 자료집 Samuel Austin Moffett Papers. Vol. I. 1868-1894⟫, 2017. 영한대조. ISBN 9791186409947
- 18. ⟪마포삼열 자료집 Samuel Austin Moffett Papers. Vol. II. 1895-1900⟫, 2017. 영한대조. ISBN 9791186409947
- 19. ⟪한국 간호역사 자료집 II. Sources of Nursing History in Korea. Vol. II. 1910-1919⟫(대한간호협회, 2017). 영한 대조. ISBN 9791186204078 기사
- 20. ⟪마포삼열 자료집 Samuel Austin Moffett Papers. Vol. III. 1901-1903⟫, 2017. 영한대조. ISBN 9791186409947
- 21. ⟪마포삼열 자료집 Samuel Austin Moffett Papers. Vol. IV. 1904-1906⟫, 2017. 영한대조. ISBN 9791186409947 책소개
- 22. ⟪朝鮮예수敎長老會五十週年歷史畵譜; 禧年·祝賀·記念⟫, 민속원, 2020. 복간. ISBN 978892851482
- 23. ⟪한국 간호역사 화보집, 1885-1945⟫, 대한간호협회, 2025.10
- 24. ⟪한국 간호역사 자료집 III: 조선간호부회보, 1925-1938⟫, 대한간호협회, 2025.11

## 논문
- 1. “초기 한국 개신교의 용어문제,” <기독교사상> 43 (1993. 10): 115-130.

- 2. “제1장 북한의 자연환경과 역사” 한국기독교역사연구회 편, ⟪북한교회사⟫ (한국기독교역사연구소, 1996), 18-38.

- 3. “제2장 개신교 선교의 역사” 한국기독교역사연구회 편, ⟪북한교회사⟫ (한국기독교역사연구소, 1996), 39-54.

- 4. “초기 한국 장로회의 선교 정책, 1884-1910,” <한국기독교와 역사> (1998. 9): 117-188.

- 5. “초기 한국 감리회의 선교 신학, 1885-1905” <한국기독교와 역사> (1999. 9): 7-40.

- 6. “한일합방 전후 최병헌 목사의 시대 인식,” <한국기독교와 역사> (2000. 9): 43-72.

- 7. “초기 한국 개신교 선교사들의 단군신화 이해” 김진홍 편, ⟪하나님 나라 운동 30년 두레 운동 30년⟫ (두레시대, 2000), 245-255.

- 8. “초기 한국 개신교의 단군신화 이해,” 이만열, ⟪한국기독교와 민족통일 운동⟫ (한국기독교역사연구소, 2001), 322-339.

- 9. “Shamanistic Tan’gun and Christian Hanǎnim: Protestant Missionaries’ Interpretation of the Korean Founding Myth,” Studies in World Christianity 7-1 (Edinburgh: 2001): 42-57.

- 10. “North American Missionaries’ Understanding of the Tan’gun and Kija Myths of Korea, 1884-1934,” Acta Koreana 5 (Taegu: Jan. 2002): 51-73.

- 11. “초기 한국 개신교와 일부다처제 문제, 1890-1910,” <한국기독교와 역사> (Feb. 2002): 7-34.

- 12. “Encounter of Christianity with Taoism in Korea,” in Select Papers of the Korean Studies Graduate Student Conference (Cambridge, MA: Institute of Korean Studies, Harvard University, 2002): 55-82.

- 13. “선교사 무어의 복음주의 선교 신학,” <한국기독교와 역사> (2003. 9): 31-76.

- 14. “초기 한국 개신교와 제사 문제, 1880-1910,” <동방학지> 125 (2004. 9): 33-68.

- 15. “초기 한국 개신교와 제사 문제, 1880-1910” 변무영 외, ⟪한국 종교와 제사⟫ (민속원, 2005), 207-259.

- 16. “Chinese Tracts and Early Korean Protestantism,” in Robert E. Buswell and Timothy S. Lee eds., Christianity in Korea (Honolulu: Univ. of Hawaii Press, 2005), 105-131.

- 17. “The Azusa Street Revival, 1906-1909: Its Characteristics and Comparison with the 1907 Great Revival in Korea,” in Wonmo Suh ed., Protestant Revivals in the 20th Century and Pyongyang Great Awakening Movement (Seoul: Presbyterian University and Theological Seminary, 2006), 353-411.

- 18. “초기 한국 개신교와 일부다처제 문제,” 편무영 외, ⟪한국 종교와 통과의례⟫ (민속원, 2006), 235-266.

- 19. “1907년 대부흥운동과 길선주 영성의 도교적 영향,” <한국기독교와 역사> 25 (2006. 9): 30-75.

- 20. “초기 한국 개신교 의례 공간,” 편무영 외, ⟪한국 종교와 의례 공간⟫ (민속원, 2007), 175-229.

- 21. “初期 韓國改新敎と祭祀の問題, 1880-1910” 편무영 외, ⟪韓國宗敎と祭祀⟫ (東京, 岩田書院, 2008), 199-251.

- 22. “한일합방 전후 최병헌 목사의 역사의식 변화,” ⟪濯斯 崔炳憲 목사의 생애와 신학⟫ (정동삼문출판사, 2008), 542-573.

- 23. “초기 한국 개신교 예배당의 발전과 특성, 1895-1912,” <동방학지> 141 (2008. 3): 267-321.

- 24. “Rethinking the 1907 Great Revival Movement,” International Journal of Christian Studies V-1 (Seoul: Soongsil University, June 2008): 125-165.

- 25. “미국 한인기독교회의 사회적 책임,” <한국기독교와 역사> 30 (Sept. 2008): 30-75.

- 26. “Edinburgh 1910, Fulfillment Theory, and Missionaries in China and Korea,” Journal of Asian and Asian American Theology IX (Los Angeles: March 2009): 29-51.

- 27. “Healing and Exorcism: Christian Encounters with Shamanism in Early Modern Korea,” Asian Ethnology (Nanzan, Japan: July 2010): 99-132.

- 28. “Images of the Cross in Early Modern Korea: The Geomantic Prophecy of the Chŏnggam-nok and the Protestant Flag of the Red Cross,” Journal of Korean Religions 1: 1-2 (Seoul: Sept. 2010): 117-161.

- 29. “구역본 성경전서(1911)의 번역, 출판, 반포의 역사적 의미,” 대한성서공회 편, ⟪한글 성경이 한국교회와 사회, 국어문화에 끼친 영향⟫ (대한성서공회, 2011), 136-182.

- 30. “초기 개신교 간호와 간호 교육의 정체성,” <한국기독교와 역사> (2012. 3): 185-225.

- 31. “Major Protestant Revivals in Korea, 1903-1935,” Studies of World Christianity 18.3 (Edinburgh: Oct. 2012): 269–290.

- 32. “Competing Chinese Names for God: The Chinese Term Question and Its Influence upon Korea,” Journal of Korean Religions 3-2 (Oct. 2012): 1-27.

- 33. “새 이민법 50주년과 미주 한인교회의 방향” Jacob Lee 편, ⟪한반도에 찾아오신 하나님⟫ (CLS, 2014), 354-369.

- 34. “A Genealogy of Chejungwŏn, the First Modern Hospital in Korea, 1885-1904: Searching for Its Identity between the Governments and the Missions,” 연세대학교 의학사연구소 편, ⟪동아시아 의료 선교사⟫ (역사공간, 2015), 313-384.

- 35. “Presbyterian Mission Methods and Policies in Korea, 1876 -1910,” in Wonsuk Ma and Kyoseong Ahn eds., Korean Church, God’s Mission, Global Christianity (Oxford: Regnum Books, 2015), 32-47.

- 36. “개신교 식민지 근대성의 한 사례: 평양 조합교회 다카하시(高橋鷹藏) 목사의 ⟪耶蘇傳 硏究⟫(1915)와 자유주의 신학,” <한국기독교역사연구소 소식> 112 (2015. 12): 36-48.

- 37. “1887년 개정판 <마가의젼한복음셔언해> 고찰,” <성경 원문 연구> 38 (2016. 4): 119-139.

- 38. “Protestantism Comes East: the Korean Case,” in Thomas A. Howard and Mark A. Noll eds., Protestantism after 500 Years (Oxford: Oxford Univ. Press, 2016), 228-257.

- 39. “A Genealogy of Protestant Theories of Religions in Korea, 1876-1910: Protestantism as the Religion of Civilization and Fulfilment,” in Anselm Kyungseok Min ed., Korean Religions in Relation: Buddhism, Confucianism, Christianity (Albany, NY: State Univ. of New York Press, 2018), 155-187.

- 40. “교회사에서 본 명성교회 세습의 부당성” 최삼경 외, ⟪김삼환-감하나 목사 세습은 제2의 신사참배⟫ (교회와 신앙, 2018), 23-42.

- 41. “‘조선의 예루살렘 평양’ 담론의 실상,” <기독교사상> 717 (Sept. 2018): 9-18.

- 42. “Discourses of the Declines of the Protestant Churches in Colonial Korea, 1910-1934,” Theological Forum (Dec. 2018): 171-209.

- 43. “1866년 평양양란과 토마스의 순교, 그 해석사 (1),” <기독교사상> 720 (2018. 12): 207-219.

- 44. “1866년 평양양란과 토마스의 순교, 그 해석사 (2),” <기독교사상> 721 (2019. 1): 187-200.

- 45. “한국인 권서와 선교사들의 개척 전도 여행,” <기독교사상> 722 (2019. 2): 159-169.

- 46. “청일전쟁에서 러일전쟁까지 교회 기초가 놓이다, 1895-1904,” <기독교사상> 723 (2019. 3): 183-193.

- 47. “1907년 평양 대부흥운동 다시 읽기,” <기독교사상> 725 (2019. 5): 162-171.

- 48. “기독교 민족주의와 105인 사건, 1911-15,” <기독교사상> 727 (2019. 7): 185-196.

- 49. “평양 조합교회의 성장과 쇠퇴,” <기독교사상> 728 (2019. 8): 169-178.

- 50. “초기 신학 논쟁에 드러난 서울(언더우드) 대 평양(마페트)의 신학 차이,” <기독교사상> 729 (2019. 9): 115-130.

- 51. “평양 장로교회 분쟁: 김선두, 길선주, 변인서 목사 배척 사건,” <기독교사상> 730 (2019. 10): 115-130.

- 52. “신사참배로 가는 길, 1935-39,” <기독교사상> 731 (2019. 11): 115-130.

- 53. "1920년대 진화적 창조론과 1930년대 박형룡의 반진화론," <기독교사상> 732 (2019. 12): 169-179.

- 54. “1919년 3월, 평양의 3.1 독립운동과 「독닙신보」," <기독교사상> 733 (2020. 1): 134-150.

- 55. “식민지 시기 탈교회 현상과 비판 담론, 1910-45,” ⟪탈교회⟫ (느헤미야, 2020), 175-200.

- 56. “전염병과 초기 한국 개신교, 1885-1919,” <종교문화학보> 7-2 (2020. 12): 1-36.

- 57. “한국교회, 끝인가 새로운 시작인가,” 최종원 외, ⟪신데카메론⟫ (복있는사람, 2021), 17-42.

- 58. “대학 문제: 조선기독교대학의 설립 과정과 정체성,” <동방학지> 196 (2021. 9): 353-386.

- 59. “아펜젤러의 내한 과정과 한국에서의 첫 4년, 1884~1888,” Appenzeller Theological Journal 1 (2022. 1): 1-40.

- 60. “Major Conflicts during the Transformation of the Rural Village Sŏnch’ŏn into a ‘Kingdom of Christianity’ in Korea, 1896-1930,” Journal of Korean Religions 13-1 (Seoul: Seogang University, April 2022): 77-119.

- 61. "Rethinking the Nevius Method of Korean Protestant Churches," Jonathan Bonk et. als. eds., Missions & Money: Global Realities and Challenges (Pasadena, CA: William Carey, April 2022), 84-92.

- 62. “한국 근대 사회와 개신교,” ⟪동아시아 근대와 기독교⟫ (세창, 2022), 9-58.

- 63. “로스와 한국 개신교: 1882년 출간된 로스본 첫 한글 복음서를 중심으로,” <한국기독교와 역사> 57 (2022. 10): 9-52.

- 64. “루터 종교개혁의 유산과 한국 개신교의 과제,” <신학논단> 110 (2022. 12): 75-118.

- 65. “Pyongyang and Protestantism: Imaged as Sodom, Jerusalem, and Babylon, 1866-1945,” Aminta Arrington and Afe Adogame eds., Interconnectivity, Subversion, and Healing in World Christianity: Essays in Honor of Joel Carpenter (London: Bloomsbury Academic, 2023), 109-121.
- 66. "1887년 새문안교회 창립일의 재검토,” <한국기독교와 역사> 59 (2023.9): 9-40.
- 67. "1885년 한국선교 관련 주요 사건," ⟪선교의 여명⟫ (한국기독교역사박물관, 2024. 9), 62-83.
- 68. "미국 남장로회 한국선교의 시작 재구성,1891-1894년," <한국기독교와 역사> 61 (2024.9): 81-124.
- 69. “아펜젤러의 성경 번역, 1885~1902년—서울 번역, 비평 본문 도입, 구약 번역의 선구자," 『성경원문연구』 55 (2024.10): 48-79.

## 같이 보기
- 언더우드
- 이만열
- 한국의 신학자 목록
- 한국기독교학회
- 데이나 L. 로버트